# Dione moneta
Dione moneta är en fjärilsart som beskrevs av Jacob Hübner 1819/26. Dione moneta ingår i släktet Dione och familjen praktfjärilar. Inga underarter finns listade i Catalogue of Life.

## Bildgalleri

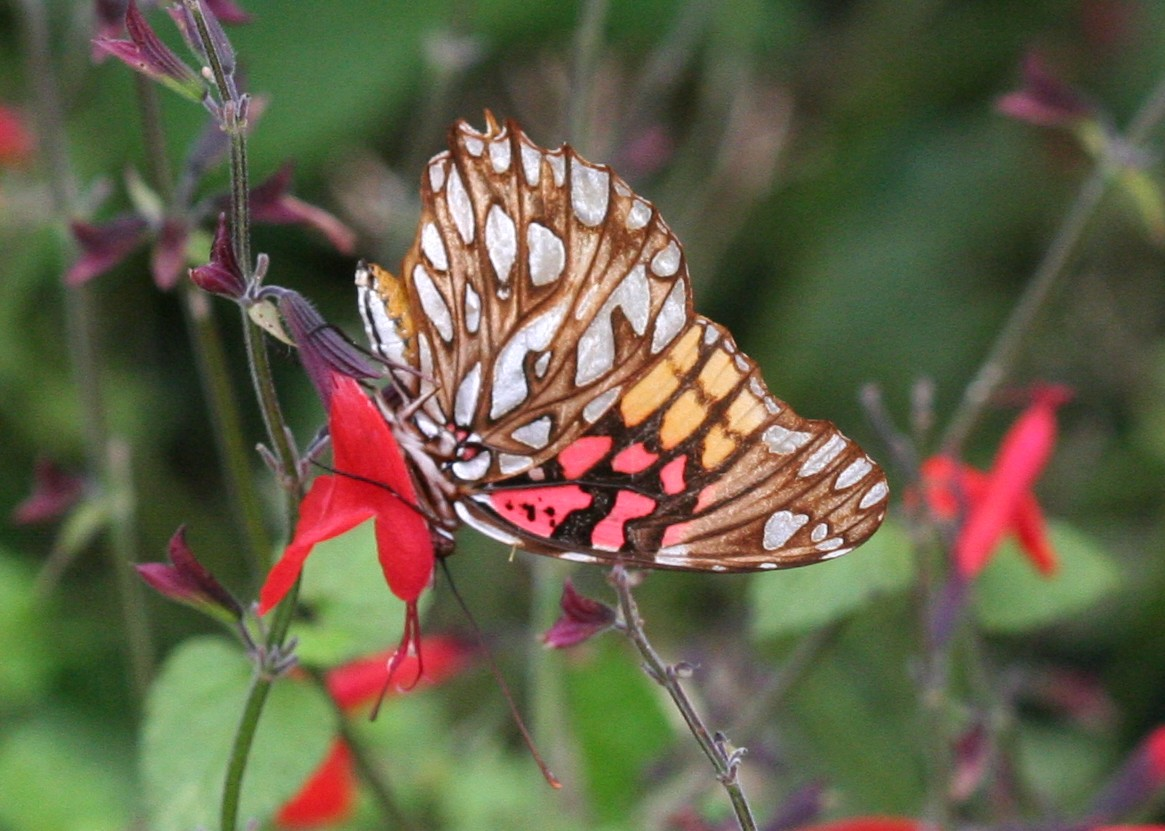